# Sofia Virta
Sofia Marjanna Virta (Kaarina, 21 de junio de 1990) es una política finlandesa que se desempeña como la actual líder de la Liga Verde desde el 10 de junio de 2023 y es miembro del Parlamento de Finlandia para la Liga Verde en el distrito electoral de Finlandia Propia desde 2019.

## Carrera política
En las elecciones municipales de primavera de 2017, se convirtió en miembro del consejo de la ciudad de Kaarina. Fue reelegida en las elecciones de 2021.
En las elecciones parlamentarias de la primavera de 2019, se convirtió en miembro del Parlamento de Finlandia.
A principios de 2022, fue elegida miembro del consejo regional de Finlandia Propia, donde actúa como presidenta del grupo del concejo de la Liga Verde.